# 燕山駅 (広州市)
燕山駅（えんざんえき）とは中華人民共和国広東省広州市黄埔区に位置する広州地下鉄7号線の駅である。

## 歴史
計画時の仮駅名は「水西北駅」であった。
- 2023年12月28日：開業[2]。

## 駅構造
相対式ホーム2面2線を有する地下駅。
当駅は乗車する際と降車する際の改札口とコンコースが分かれている。そのため反対方向の列車に乗り換える場合は一度改札を出て、再度乗車側の改札口に入場し直す必要のある構造となっている。

### のりば
| 番線 | 路線    | 行先                   |
| ---- | ------- | ---------------------- |
| 1    | ■ 7号線 | （降車ホーム）         |
| 2    | ■ 7号線 | 広州南駅・美的大道方面 |

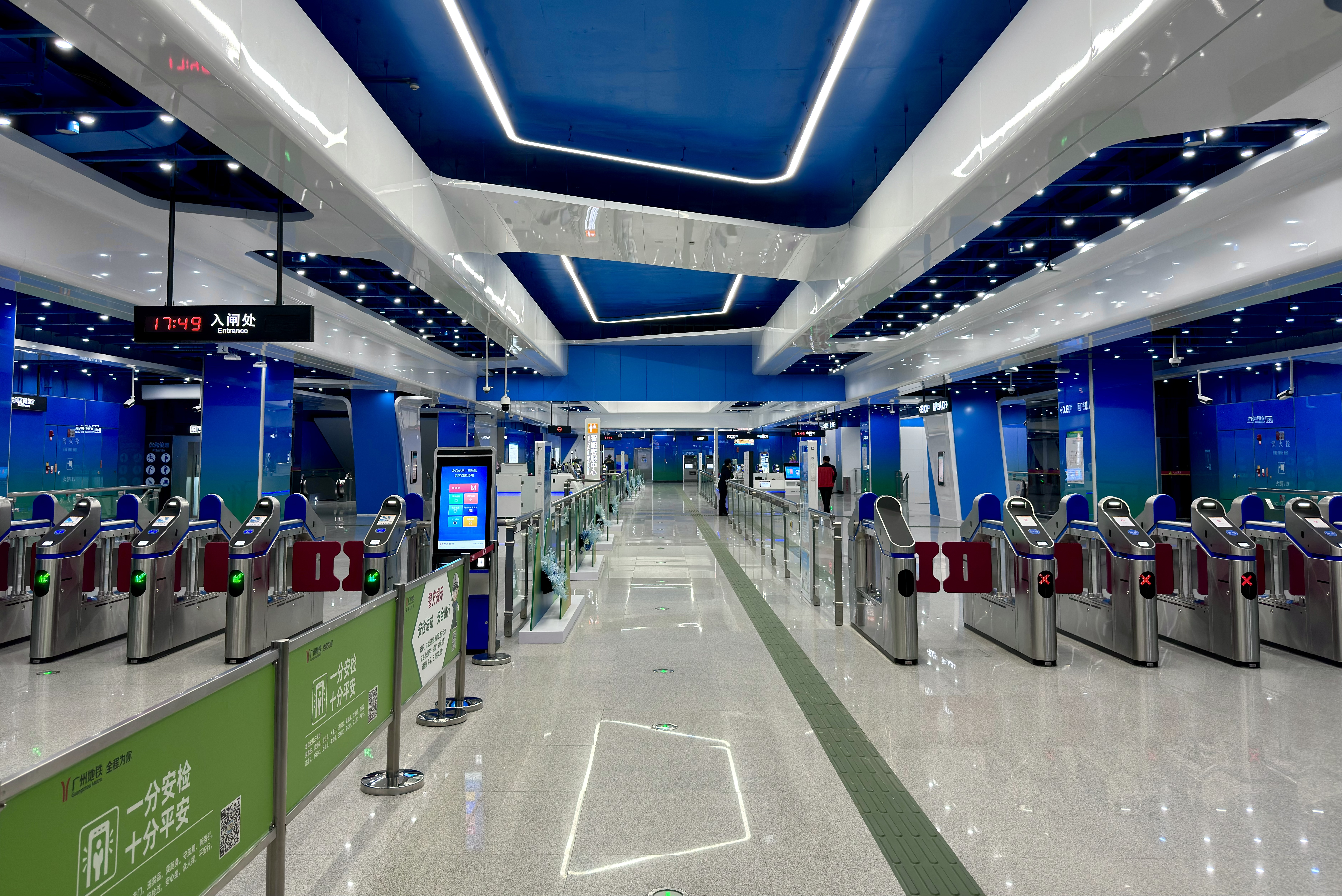
改札
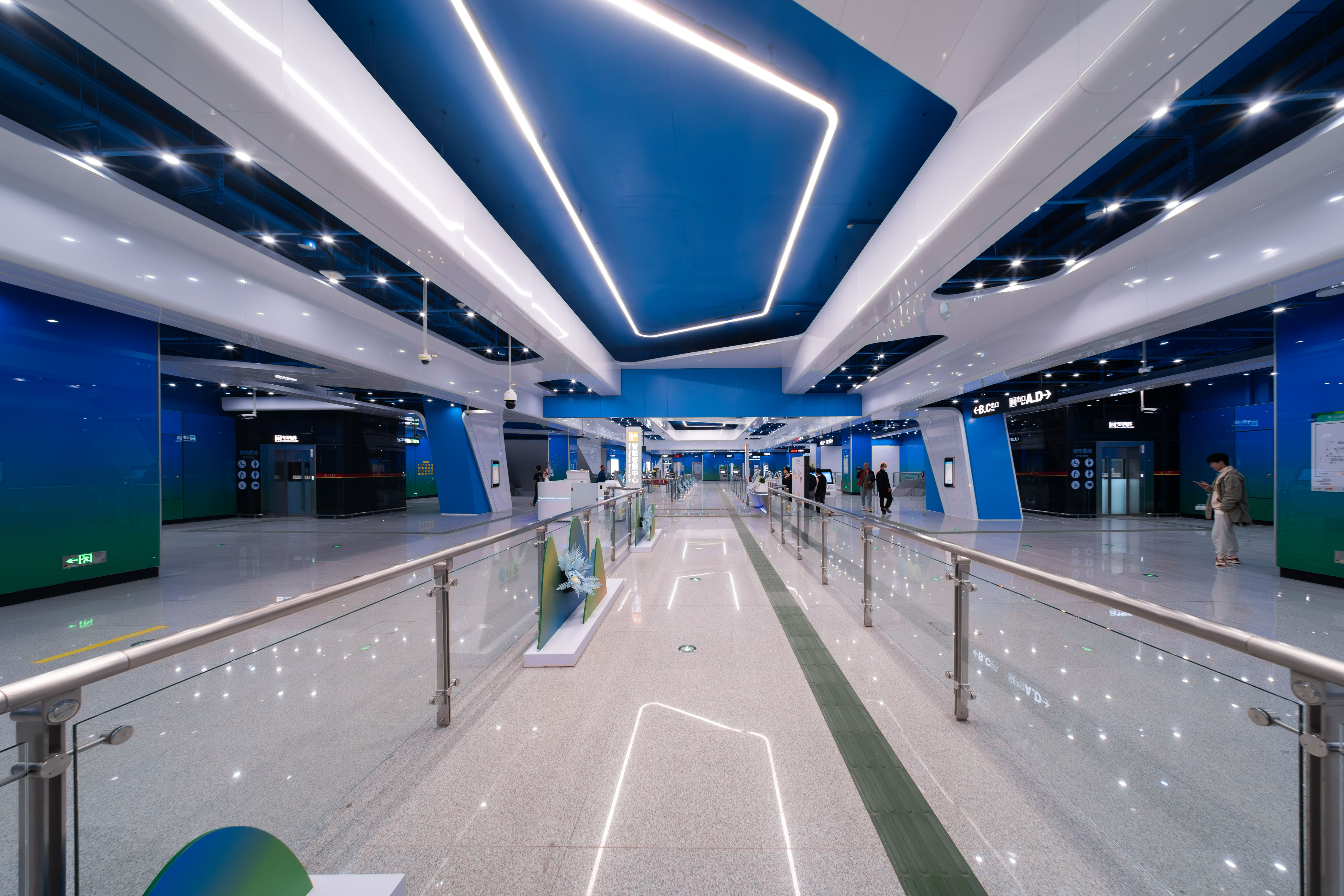
コンコース
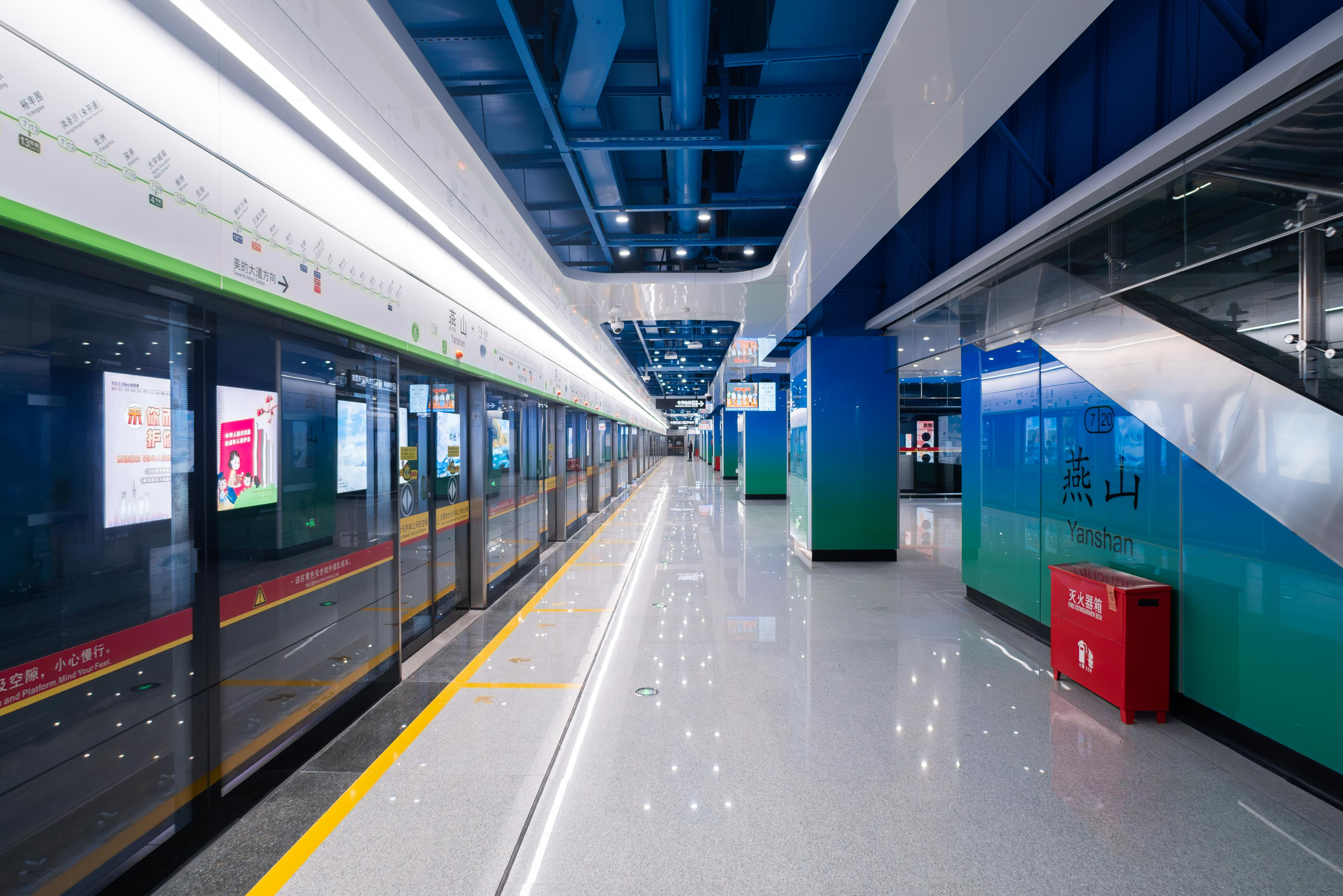
2番線ホーム

## 駅周辺
- 広州地下鉄水西車両基地（中国語版）
  - 星畔園（車両基地の上で開発が行われている新興住宅地）

## 隣の駅
広州地下鉄
■ 7号線
水西駅 719 - 燕山駅 720